# Donat Nonnotte
Donat Nonnotte, född 10 januari 1708 i Besançon, död 4 februari 1785 i Lyon, var en fransk målare. Nonnotte var elev till François Lemoyne, över vilken han skrev en biografi. Han målade historiebilder och andra figurscener samt var framstående särskilt som porträttmålare. År 1754 blev Nonnotte lärare vid konstskolan i Lyon, där bland andra François-Hubert Drouais gick som elev hos honom.
I Statens porträttsamling vid Gripsholms slott finns ett porträtt av Charlotta Fredrika Sparre, vilket finns som kopia på Nationalmuseum. På Nationalmuseum finns även en allegori av Nonnotte, "Kvinna med två duvor".

## Porträtt i urval

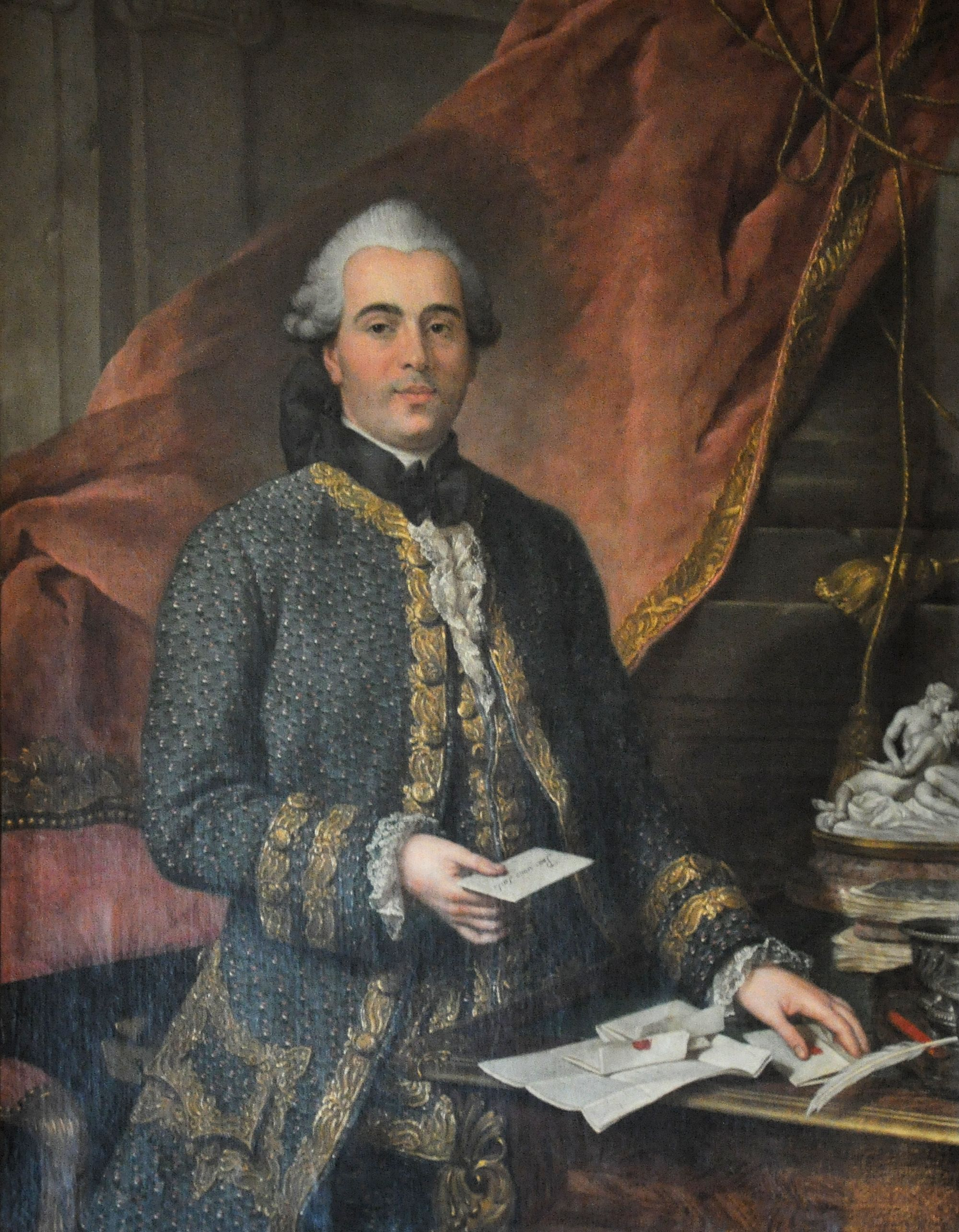
"Porträtt av Jacques de Flesselles"
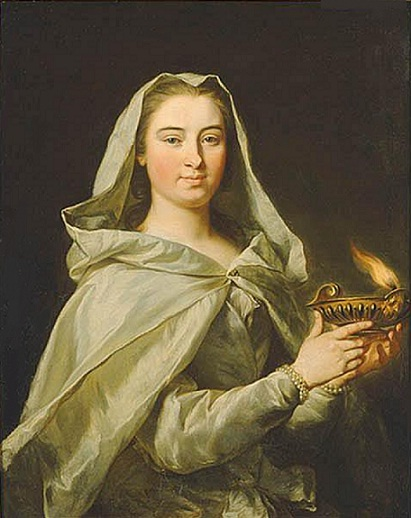
"Porträtt av Charlotta Sparre som vestal", 1741
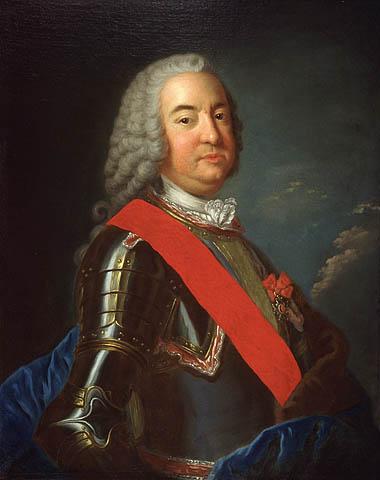
"Porträtt av Pierre de Rigaud de Vaudreuil", ca 1753–55